# Liga Nacional de Guatemala 1994-95
La Liga Nacional de Guatemala 1994/95 es el cuadragésimo tercer torneo de Liga de fútbol de Guatemala. El campeón del torneo fue el Comunicaciones, consiguiendo su décimo cuarto título de liga.

## Formato
El formato del torneo era de todos contra todos a dos vueltas, donde los primeros seis lugares clasificaban a una hexagonal por el título, el campeón se definía entre el campeón de la fase regular y el campeón de la hexagonal mediante serie final, ida y vuelta, en caso el primer lugar de la fase de clasificación y de la hexagonal era el mismo, el equipo con mejor puntaje entre las dos fases definía el título con el ganador de ambas fases.  El último lugar de la fase de clasificación definiría con el último lugar de la liguilla a partido único en cancha neutral, el descenso a la categoría inmediata inferior.
Por ganar el partido se otorgaban 2 puntos, si era empate era un punto, por perder el partido no se otorgaban puntos.

## Equipos participantes
| Club                                   | Ciudad              | Departamento   | Estadio                     | Capacidad |
| -------------------------------------- | ------------------- | -------------- | --------------------------- | --------- |
| Aurora Fútbol Club                     | Ciudad de Guatemala | Guatemala      | Estadio del Ejército        | 13.300    |
| Cobán Imperial                         | Cobán               | Alta Verapaz   | Estadio José Ángel Rossi    | 10.000    |
| Club Social y Deportivo Comunicaciones | Ciudad de Guatemala | Guatemala      | Estadio Mateo Flores        | 25.000    |
| Club Social y Deportivo Municipal      | Ciudad de Guatemala | Guatemala      | Estadio Mateo Flores        | 25.000    |
| Club Social y Deportivo Suchitepéquez  | Mazatenango         | Suchitepéquez  | Estadio Carlos Salazar Hijo | 10.000    |
| Deportivo Amatitlán                    | Amatitlán           | Guatemala      | Estadio Guillermo Slowing   | 12.000    |
| Deportivo Chiquimulilla                | Chiquimulilla       | Santa Rosa     | Estadio Los Conacastes      | 5.000     |
| Deportivo Escuintla                    | Escuintla           | Escuintla      | Estadio Armando Barillas    | 10.000    |
| Deportivo Mictlán                      | Asunción Mita       | Jutiapa        | Estadio La Asunción         | 3.000     |
| Deportivo Sacachispas                  | Chiquimula          | Chiquimula     | Estadio Las Victorias       | 9.000     |
| Izabal J.C.                            | Puerto Barrios      | Izabal         | Estadio Roy Fearon          | 10.000    |
| Xelajú Mario Camposeco                 | Quetzaltenango      | Quetzaltenango | Estadio Mario Camposeco     | 11.200    |

### Equipos por departamento
| Departamento   | N.º | Equipos                                      |
| -------------- | --- | -------------------------------------------- |
| Alta Verapaz   | 1   | Cobán Imperial                               |
| Guatemala      | 4   | Amatitlán, Aurora, Comunicaciones, Municipal |
| Chiquimula     | 1   | Sacachispas                                  |
| Escuintla      | 1   | Escuintla                                    |
| Izabal         | 1   | Izabal J.C.                                  |
| Jutiapa        | 1   | Deportivo Mictlán.                           |
| Santa Rosa     | 1   | Chiquimulilla                                |
| Quetzaltenango | 1   | Xelajú                                       |
| Suchitepéquez  | 1   | Suchitepéquez                                |

## Fase de clasificación
|  | Pos. | Equipos        | PJ | PG | PE | PP | GF | GC | Dif. | PTS | Clasificación                          |
|  | ---- | -------------- | -- | -- | -- | -- | -- | -- | ---- | --- | -------------------------------------- |
|  | 1º   | Comunicaciones | 22 | 15 | 5  | 2  | 54 | 17 | +37  | 35  | Hexagonal final y final del campeonato |
|  | 2º   | Municipal      | 22 | 14 | 6  | 2  | 35 | 14 | +21  | 34  | Hexagonal final                        |
|  | 3º   | Suchitepéquez  | 22 | 10 | 6  | 6  | 35 | 26 | +9   | 34  | Hexagonal final                        |
|  | 4º   | Aurora         | 22 | 8  | 9  | 5  | 31 | 24 | +7   | 25  | Hexagonal final                        |
|  | 5º   | Xelajú MC      | 22 | 7  | 8  | 7  | 25 | 25 | 0    | 22  | Hexagonal final                        |
|  | 6º   | Sacachispas    | 22 | 6  | 9  | 7  | 25 | 28 | -3   | 21  | Hexagonal final                        |
|  | 7º   | Amatitlán      | 22 | 6  | 8  | 8  | 29 | 28 | +1   | 20  |                                        |
|  | 8º   | Escuintla      | 22 | 4  | 11 | 7  | 32 | 33 | -1   | 19  |                                        |
|  | 9°   | Mictlán        | 22 | 6  | 7  | 9  | 32 | 40 | -8   | 19  |                                        |
|  | 10º  | Izabal JC      | 22 | 4  | 9  | 9  | 22 | 37 | -15  | 17  |                                        |
|  | 11°  | Cobán Imperial | 22 | 4  | 8  | 10 | 25 | 39 | -14  | 16  |                                        |
|  | 12°  | Chiquimulilla  | 22 | 4  | 6  | 14 | 21 | 53 | -32  | 10  | Playoffs de descenso                   |
|  |      |                |    |    |    |    |    |    |      |     |                                        |

## Fase final

### Hexagonal Final
|  | Pos. | Equipos        | PJ | PG | PE | PP | GF | GC | Dif. | PTS | Clasificación        |
|  | ---- | -------------- | -- | -- | -- | -- | -- | -- | ---- | --- | -------------------- |
|  | 1º   | Comunicaciones | 10 | 7  | 3  | 0  | 29 | 7  | +22  | 17  | Final del campeonato |
|  | 2º   | Aurora         | 10 | 4  | 4  | 2  | 10 | 11 | -1   | 12  |                      |
|  | 3º   | Sacachispas    | 10 | 4  | 2  | 4  | 10 | 9  | +1   | 10  |                      |
|  | 4º   | Xelajú MC      | 10 | 2  | 4  | 4  | 7  | 9  | -2   | 8   |                      |
|  | 5º   | Municipal      | 10 | 2  | 4  | 4  | 8  | 10 | -2   | 8   |                      |
|  | 6º   | Suchitepéquez  | 10 | 1  | 3  | 6  | 6  | 24 | -18  | 5   |                      |
|  |      |                |    |    |    |    |    |    |      |     |                      |

## Clásicos Nacionales
|  | Comunicaciones | 5:0 | Municipal | Estadio Cementos Progreso, Ciudad de Guatemala |  |

## Campeón
| Campeón Temporada 1994-95 |
| Comunicaciones            |
| 14º Título                |
| ------------------------- |

### Hexagonal por la permanencia
|  | Pos. | Equipos                  | PJ | PG | PE | PP | GF | GC | Dif. | PTS | Clasificación        |
|  | ---- | ------------------------ | -- | -- | -- | -- | -- | -- | ---- | --- | -------------------- |
|  | 1º   | Cobán Imperial           | 10 | 6  | 1  | 3  | 19 | 9  | +10  | 13  |                      |
|  | 2º   | Escuintla                | 10 | 4  | 2  | 4  | 17 | 8  | +9   | 10  |                      |
|  | 3º   | Mictlán                  | 10 | 4  | 2  | 4  | 12 | 14 | -2   | 10  |                      |
|  | 4º   | Amatitlán                | 10 | 4  | 1  | 5  | 12 | 14 | -2   | 9   |                      |
|  | 5º   | Chiquimulilla            | 10 | 3  | 4  | 4  | 13 | 16 | -3   | 9   |                      |
|  | 6º   | Izabal Juventud Católica | 10 | 3  | 4  | 4  | 11 | 23 | -12  | 9   | Playoffs de descenso |
|  |      |                          |    |    |    |    |    |    |      |     |                      |

Partido extra: Chiquimulilla vs Izabal JC, Ganador Izabal JC.
| Descenso - 1994-95         |
| -------------------------- |
| Chiquimulilla              |
| Primera División B 1995-96 |

## Torneos internacionales
|  | Pos. | Equipos        | PJ | PG | PE | PP | GF | GC | Dif. | PTS | Clasificación                                                                             |
|  | ---- | -------------- | -- | -- | -- | -- | -- | -- | ---- | --- | ----------------------------------------------------------------------------------------- |
|  | 1º   | Comunicaciones | 10 | 7  | 3  | 0  | 29 | 7  | +22  | 17  | Copa de Campeones de la Concacaf 1996 - Segunda fase Torneo Grandes de Centroamérica 1996 |
|  | 2º   | Aurora         | 10 | 4  | 4  | 2  | 10 | 11 | -1   | 12  |                                                                                           |
|  | 3º   | Sacachispas    | 10 | 4  | 2  | 4  | 10 | 9  | +1   | 10  | Copa de Campeones de la Concacaf 1996 - Segunda fase                                      |
|  | 4º   | Xelajú MC      | 10 | 2  | 4  | 4  | 7  | 9  | -2   | 8   |                                                                                           |
|  | 5º   | Municipal      | 10 | 2  | 4  | 4  | 8  | 10 | -2   | 8   | Torneo Grandes de Centroamérica 1996                                                      |
|  | 6º   | Suchitepéquez  | 10 | 1  | 3  | 6  | 6  | 24 | -18  | 5   | Recopa de la Concacaf 1995                                                                |
|  |      |                |    |    |    |    |    |    |      |     |                                                                                           |